# Tétaigne
Tétaigne är en kommun i departementet Ardennes i regionen Grand Est (tidigare regionen Champagne-Ardenne) i nordöstra Frankrike. Kommunen ligger  i kantonen Mouzon som ligger i arrondissementet Sedan. År 2022 hade Tétaigne 131 invånare.

## Befolkningsutveckling
Antalet invånare i kommunen Tétaigne
Referens: INSEE